# Павленко Володимир Петрович
Володимир Петрович Павленко (10 вересня 1960, с. Водотиї, Коростишівський р-н, Житомирська обл.) — український державний службовець. Кандидат економічних наук. Заслужений економіст України. Заступник Міністра економічного розвитку і торгівлі України — керівник апарату (з 30.06.2011). Державний службовець 1-го рангу (10.2005).

## Освіта
- Київський автомобільно-дорожній інститут (1991), інженер-механік, «Будівельні і дорожні машини та устатковання»;
- Київський національний економічний університет (2001), юрист, «Правознавство»;
- кандидатська дисертація «Управління регіональним розвитком в умовах перехідної економіки України» (Рада з вивчення продуктивних сил України НАНУ, 2006).

## Кар'єра
- 1977-1979 — учень ТУ № 2 м. Києва.
- 1979-1981 — служба в армії.
- 1981-1994 — слюсар, водій автопідприємств м. Києва.
- 1994-1997 — заступник начальника відділу, начальник відділу, керівник служби Фонду державного майна.
- 1997 — начальник відділу Міністерства економіки України.
- 1997 — начальник відділу Держкомпідприємництва України.
- 1998-1999 — помічник-консультант народного депутата України.
- 02.2000-01.2002 — заступник начальника Управління експертизи, аналізу та дерегуляції розвитку реального сектора економіки Департаменту економічної політики[3][4],
- з 01.2002 — керівник Служби Першого віце-прем'єр-міністра України,
- з 12.2003 — начальник Управління експертизи та аналізу розвитку техногенної, екологічної, ядерної безпеки та природокористування Департаменту розвитку реального сектора економіки[5],
- 2004-2005 — керівник Служби віце-прем'єр-міністра України Клюєва А. П.,
- 08.-10.2005 — начальник Управління експертизи та аналізу розвитку техногенної, екологічної, ядерної безпеки та природокористування, Секретаріат Кабінету Міністрів України[6][7].
- 09.2005-08.2006 — перший заступник Міністра Кабінету Міністрів України[8][9],
- 12.2006-03.2010, 06.2010-03.2011 — заступник Міністра Кабінету Міністрів України[10].
- з 30.06.2011-2013 — Заступник Міністра економічного розвитку і торгівлі України — керівник апарату[11]

## Відзнаки
- Орден «За заслуги» III ст. (квітень 2006);
- Почесна грамота Кабінету Міністрів України.